# Pergalumna longiporosa
Pergalumna longiporosa är en kvalsterart som beskrevs av Fujita och K. Fujikawa 1987. Pergalumna longiporosa ingår i släktet Pergalumna och familjen Galumnidae. Inga underarter finns listade i Catalogue of Life.